# Sanicula lamelligera
Sanicula lamelligera là một loài thực vật có hoa trong họ Hoa tán. Loài này được Hance miêu tả khoa học đầu tiên năm 1878.